# Vinyols i els Arcs
Vinyols i els Arcs è un comune spagnolo di 1 264 abitanti situato nella comunità autonoma della Catalogna.